# Bohèmia Central
La Bohèmia Central —Středočeský kraj en txec— és una divisió administrativa (kraj) de la República Txeca. La capital és Praga. Les ciutats de la regió de Bohèmia són Beroun, Brandýs nad Labem-Stará Boleslav, Dobříš, Kladno, Kolín, Kralupy nad Vltavou, Kutná Hora, Mělník, Mladá Boleslav, Nymburk, Poděbrady, Příbram, Rakovník i Slaný. Són viles notables de la regió Lány, Lidice o Tachlovice. Hi destaquen els castells de Karlštejn, Konopiště, Křivoklát Castle i Lány.